# Karangmangu (Susukanlebak)
Karangmangu is een bestuurslaag in het regentschap Cirebon van de provincie West-Java, Indonesië. Karangmangu telt 4088 inwoners (volkstelling 2010).